# Andrena apicata
Andrena apicata là một loài ong trong họ Andrenidae. Loài này được Smith miêu tả khoa học đầu tiên năm 1847.